# نگار نعمتی
نگار نعمتی طراح لباس ایرانی است.

## زندگی هنری
نخستین اثر او در مقام طراح لباس نمایش مهمانسرای دو دنیا بود که در سال ۱۳۸۶ در سالن اصلی تئاتر شهر به روی صحنه رفت. پس از آن با کارگردان‌هایی چون امیررضا کوهستانی، علی رفیعی و سجاد افشاریان (در حوزهٔ تئاتر) و مانی حقیقی، داریوش مهرجویی و رامبد جوان (در حوزهٔ سینما) همکاری کرد. نعمتی در سال ۱۳۹۷ موفق به کسب تندیس بهترین طراح لباس بیستمین دورهٔ جشن بزرگ سینمای ایران شد. او همچنین عضو هیئت داوران بخش مسابقه کودک چهارمین دورهٔ جشنواره تئاتر بود.

## آثار

### سینما
| سال  | عنوان فیلم        | سمت       | کارگردان       | منبع   |
| ---- | ----------------- | --------- | -------------- | ------ |
| ۱۳۹۰ | نارنجی‌پوش         | طراح لباس | داریوش مهرجویی | [ ۴ ]  |
| ۱۳۹۰ | پذیرایی ساده      | طراح لباس | مانی حقیقی     | [ ۵ ]  |
| ۱۳۹۱ | قاعده تصادف       | طراح لباس | بهنام بهزادی   | [ ۶ ]  |
| ۱۳۹۳ | عصر یخبندان       | طراح لباس | مصطفی کیایی    | [ ۷ ]  |
| ۱۳۹۴ | اژدها وارد می‌شود! | طراح لباس | مانی حقیقی     | [ ۸ ]  |
| ۱۳۹۴ | ۵۰ کیلو آلبالو    | طراح لباس | مانی حقیقی     | [ ۹ ]  |
| ۱۳۹۴ | نگار              | طراح لباس | رامبد جوان     | [ ۱۰ ] |
| ۱۳۹۵ | سد معبر           | طراح لباس | محسن قرایی     | [ ۱۱ ] |
| ۱۳۹۶ | خوک               | طراح لباس | مانی حقیقی     | [ ۲ ]  |
| ۱۳۹۹ | قهرمان            | طراح لباس | اصغر فرهادی    |        |

### تئاتر
| سال  | عنوان نمایش                 | سمت         | کارگردان         | منبع   |
| ---- | --------------------------- | ----------- | ---------------- | ------ |
| ۱۳۸۰ | مده‌آ                        | مدیر صحنه   | سهراب سلیمی      | [ ۱۲ ] |
| ۱۳۸۷ | مهمانسرای دو دنیا           | طراح لباس   | سهراب سلیمی      | [ ۱۳ ] |
| ۱۳۸۷ | شکار روباه                  | دستیار لباس | علی رفیعی        | [ ۱۴ ] |
| ۱۳۸۸ | عشق‌لرزه                     | طراح لباس   | افسانه ماهیان    | [ ۱۵ ] |
| ۱۳۹۰ | ایوانف                      | طراح لباس   | امیررضا کوهستانی | [ ۱۶ ] |
| ۱۳۹۱ | اوریدیس                     | طراح لباس   | دلارا نوشین      | [ ۱۷ ] |
| ۱۳۹۱ | برهان                       | طراح لباس   | محمد یعقوبی      | [ ۱۸ ] |
| ۱۳۹۲ | مثل شلوار جین آبی           | طراح لباس   | احسان گودرزی     | [ ۱۹ ] |
| ۱۳۹۲ | ننه دلاور بیرون پشت در      | طراح لباس   | سجاد افشاریان    | [ ۲۰ ] |
| ۱۳۹۲ | یرما                        | طراح لباس   | علی رفیعی        | [ ۲۱ ] |
| ۱۳۹۳ | مردی برای تمام فصول         | طراح لباس   | بهمن فرمان‌آرا    | [ ۲۲ ] |
| ۱۳۹۴ | شنیدن                       | طراح لباس   | امیررضا کوهستانی | [ ۲۳ ] |
| ۱۳۹۴ | چمدان                       | طراح لباس   | فرهاد آئیش       | [ ۲۴ ] |
| ۱۳۹۴ | سالگشتگی                    | طراح لباس   | امیررضا کوهستانی | [ ۲۵ ] |
| ۱۳۹۶ | تو با کدام باد می‌روی        | طراح لباس   | کمال هاشمی       | [ ۲۶ ] |
| ۱۳۹۶ | نمی‌تونیم راجع بهش حرف بزنیم | طراح لباس   | جابر رمضانی      | [ ۲۷ ] |
| ۱۳۹۷ | آهواره                      | طراح لباس   | احسان گودرزی     | [ ۲۸ ] |

## جوایز و نامزدی‌ها
| سال  | جایزه                                    | دسته                      | برای فیلم        | نتیجه    | منبع   |
| ---- | ---------------------------------------- | ------------------------- | ---------------- | -------- | ------ |
| ۱۳۹۳ | شانزدهمین دورهٔ جشن بزرگ سینمای ایران     | بهترین طراحی لباس         | قاعده تصادف      | نامزدشده | [ ۶ ]  |
| ۱۳۹۴ | هفدهمین دورهٔ جشن بزرگ سینمای ایران       | بهترین طراحی لباس         | عصر یخبندان      | نامزدشده | [ ۷ ]  |
| ۱۳۹۴ | سی و چهارمین دورهٔ جشنوارهٔ فیلم فجر       | طراحی صحنه و لباس         | اژدها وارد می‌شود | نامزدشده | [ ۸ ]  |
| ۱۳۹۵ | سی و پنجمین دورهٔ جشنوارهٔ فیلم فجر        | طراحی لباس                | نگار             | نامزدشده | [ ۲۹ ] |
| ۱۳۹۵ | دهمین جشن منتقدان و نویسندگان سینمایی    | طراحی صحنه و لباس         | اژدها وارد می‌شود | برنده    | [ ۳۰ ] |
| ۱۳۹۶ | هفدهمین دورهٔ جشن حافظ                    | بهترین دستاورد فنی و هنری | اژدها وارد می‌شود | نامزدشده | [ ۳۱ ] |
| ۱۳۹۶ | یازدهمین جشن منتقدان و نویسندگان سینمایی | طراحی صحنه و لباس         | نگار             | نامزدشده | [ ۳۲ ] |
| ۱۳۹۷ | هجدهمین دورهٔ جشن حافظ                    | بهترین دستاورد فنی و هنری | نگار             | نامزدشده | [ ۱۰ ] |
| ۱۳۹۷ | بیستمین دورهٔ جشن بزرگ سینمای ایران       | بهترین طراح لباس          | خوک              | برنده    | [ ۲ ]  |